# Przymus wzajemny
Przymus wzajemny (ang. "reciprocal squeeze") – odmiana przymusu podwójnego niejednoczesnego z dwoma kartami prowadzącymi, każda z tych kart jest z kolorze zatrzymania u partnera gracza który staje w przymusie po zagraniu karty prowadzącej, dobrze ilustruje to poniższy przykład:
```
                       ♠ A 5
                       
♥
 D 4
                       
♦
 -
                       ♣ -
             ♠ K 7                ♠ D 6
             
♥
 K 6                
♥
 -
             
♦
 -                  
♦
 K D
             ♣ -                  ♣ -
                       ♠ 4
                       
♥
 A
                       
♦
 A W
                       ♣ -
```

Rozgrywający gra asa kier (pierwsza karta prowadząca) z groźbą w dziadku i zatrzymanie w ręce W - gracz E staje w przymusie i musi wyrzucić pika.  Rozgrywający gra teraz asa karo (druga karta prowadząca) i w przymusie staje gracz W.
```
                       ♠ A K 5
                       
♥
 -
                       
♦
 5 4
                       ♣ -
             ♠ D 8 2              ♠ W 6 4
             
♥
 K D                
♥
 -
             
♦
 -                  
♦
 K D
             ♣ -                  ♣ -
                       ♠ 7
                       
♥
 A W
                       
♦
 A W
                       ♣ -
```

Rozgrywający gra asa kier (pierwsza karta prowadząca) ustawiając w przymusie gracza E który nie ma wyjścia innego niż odrzucenie pika, druga karta prowadząca (as karo) ustawia w przymusie gracz W.
```
                       ♠ 5
                       
♥
 A K 9
                       
♦
 4
                       ♣ -
             ♠ D 8                ♠ K 4
             
♥
 D W 3              
♥
 -
             
♦
 -                  
♦
 K D 6
             ♣ -                  ♣ -
                       ♠ A 7  
                       
♥
 2
                       
♦
 A W
                       ♣ -
```

As karo jako pierwsza karta prowadząca ustawia W w przymusie w kolorach starszych i musi on odrzucić pika, rozgrywający gra teraz dwa kiery, a król kier (druga karta prowadząca) stawia w przymusie gracza E.